# Arthur Kenney
Arthur Kenney, né le 5 mars 1946, à New York, dans l'État de New York, est un ancien joueur américain de basket-ball. Il évolue aux postes d'ailier fort et de pivot.

## Palmarès
- Champion d'Italie 1972
- Coupe des coupes 1971, 1972
- Coupe d'Italie 1972